# Paulinella
Paulinella – rodzaj obejmujący około dziewięciu gatunków słodkowodnych ameboidalnych jednokomórkowców.
Najbardziej znanym jego członkiem jest fotosyntetyzująca P. chromatophora, która niedawno (w sensie ewolucyjnym) przyjęła cyjanobakterie jako endosymbionty. Ta linia rozwojowa jest odmienna od linii obejmującej inne znane fotosyntetyzujące jądrowce, których chloroplasty pochodzą ostatecznie od jednej endosymbiotycznej cyjanobakterii, która została wchłonięta prawdopodobnie ponad miliard lat temu przez przodków roślin Primoplantae (i przejęta przez inne grupy jądrowców przez wtórną endosymbiozę). Symbiont P. chromatophora był spokrewniony z prochlorofitycznymi sinicami z rodzajów Prochlorococcus i Synechococcus (siostrzany do grupy obejmującej wszystkie żyjących przedstawicieli tych rodzajów). Natomiast P. chromatophora jest blisko spokrewniona z heterotroficzną P. ovalis nieposiadającą cyjanelli.

## Gatunki
- Paulinella bulloides[5]
- Paulinella chromatophora[3]
- Paulinella osloensis[5]
- Paulinella ovalis[6]
- Paulinella quinqueloba[5]
- Paulinella riveroi[5]
- Paulinella sphaeroides[5]
- Paulinella subcarinata[5]
- Paulinella subsphaerica[5]
- Paulinella trinitatensis[5]